# František Mizera (lední hokejista)
František Mizera (23. srpna 1919, Československo – 21. ledna 1994, Česko) byl československý hokejový útočník. Reprezentoval Československo na jednom mistrovství světa, mistr světa a Evropy.

## Kariéra
Jeden z mnoha hráčů, kteří svůj hokejový život zasvětil pouze jednomu hokejovému oddílu, v jeho případě týmu z Českých Budějovic. Kromě zlatého úspěchu na ME 1949 se podstatnou měrou podílel na prvním českobudějovickém titulu mistra ligy v sezóně 1950/1951. Na začátku sezóny tým hrál poprvé bez dlouholetého trenéra a funkcionáře Václava Pilouška, který skončil z politických důvodů u týmu po plných 14 letech. Dle oficiálních statistik se trenérem stal Jan Kališ, což odpovídalo tehdejším zvyklostem, kdy tým musel trénovat politicky prověřený pracovník (přitom Jan Kališ dle informací nikdy nebruslil a u mužstva pracoval zejména jako vedoucí, který hlídal střídání). Trénování měl na starosti zejména zkušený hráč František Mizera.
Po skončení aktivní činnosti zůstal u hokeje, působil jako trenér, u českobudějovického týmu již oficiálně od sezóny 1956-1957, kdy v průběhu soutěže střídal Oldřicha Hurycha, do sezóny 1958-1959, kdy pro změnu byl v průběhu sezóny nahrazen Karlem Bílkem. Dlouhá léta pracoval také jako hokejový funkcionář.
V reprezentaci odehrál 15 zápasů, ve kterých vstřelil 8 gólů.